# Lasioglossum occidens
Lasioglossum occidens là một loài Hymenoptera trong họ Halictidae. Loài này được Smith mô tả khoa học năm 1873.